# Зеббудж
Зеббудж — один из старейших городов на Мальте.
Эммануил де Роган-Полдю, великий магистр независимого Мальтийского ордена, восстановил древний Зеббудж в правах города, дав ему своё имя.
Название города с мальтийского языка переводится как «оливка». Название происходит от плантации оливковых деревьев, которые в древности были на месте нынешней церкви. В 1777 г. город получил титул Città Rohan (город Рогань) в честь великого магистра независимого Мальтийского ордена Эммануила де Роган-Полдю. По этому случаю жители соорудили памятную арку «Il-Bieb il-Ġdid» (Новые ворота) при въезде в город, которая до сих пор напоминает о предоставлении Зеббуджу городских прав.
Во времена госпитальеров Зеббудж вместе с Валлеттой и Мдина был одним из важнейших городов Мальты.

## Известные уроженцы
- Псайла, Дун Карм — народный поэт
- Франс Саммут — писатель
- Антонио Шортино — скульптор